# Tragus pedunculatus
Tragus pedunculatus är en gräsart som beskrevs av Pilg.. Tragus pedunculatus ingår i släktet piprensargrässläktet, och familjen gräs. Inga underarter finns listade i Catalogue of Life.